# ビル・ブラント
ビル・ブラント（Bill Brandt, 1904年5月3日、ハンブルク - 1983年12月20日、ロンドン）は、ドイツ出身のイギリスの写真家。本名はヘルマン・ヴィルヘルム・ブラント（Hermann Wilhelm Brandt）。

## 生涯
ハンブルクでドイツ人の父とイギリス人の母との間に生まれた。
第一次世界大戦後、結核のためスイスのサナトリウムで療養したのを機にヨーロッパ各地を転々とする。その間、マン・レイのもとで働くこともあった。最終的に1933年にイギリスに居を構え、イギリス国籍を取得。
戦前から活躍した、イギリス最大の生粋のモダニズム系写真家といえる。
1936年の『家庭のイギリス人（The English at Home）』（イギリスの家庭の記録作品集）および1961年の『パースペクテブ・オブ・ヌード（Perspective of Nudes）』（耳などの体の一部分のみを極端にアップして撮影したようなシュルレアリスム的なヌード作品を含む）が有名。
日本においては、その業績に見合った知名度はなく、グループ展においてその作品が取り上げられることはしばしばあるが、大きな回顧展も開催されたことはなく、まとまった日本語文献も存在しない。（1979年に491企画による、ビル・ブラント写真展「光の影 1930-1970」を熊本、広島、名古屋、仙台、函館、札幌で開催したのが唯一の写真展である）

## 文献
- Bill Brandt, Perspective of Nudes, The Bodley Head, 1961
- 光の影（Shadow of Light）―日本語版ビル・ブラント写真集（桐谷幸治、東京工芸大学短期大学部・出版部、1979年）
- 倉石信乃解説「ビル・ブラント」『世界の写真家101』（多木浩二・大島洋編、新書館、1997年）、148-149頁
- 『ビル・ブラント』藤崎学人訳、創元社「ポケットフォト」、2012年